# Distretto di Timimoun
Il distretto di Timimoun è un distretto della provincia di Timimoun, in Algeria. Prende il nome dal suo capoluogo, Timimoun.

## Comuni
Il Distretto di Timimoun comprende 2 comuni:
- Ouled Said
- Timimoun